# Balloniscus brevicornis
Balloniscus brevicornis là một loài chân đều trong họ Balloniscidae. Loài này được Budde-Lund miêu tả khoa học năm 1885.